# Lionel Roux
Lionel Roux (Lione, 12 aprile 1973) è un ex tennista francese.

## Carriera
In carriera ha raggiunto 2 finali in singolare. Nei tornei del Grande Slam ha ottenuto il suo miglior risultato raggiungendo il quarto turno nel singolare agli Australian Open nel 1998.
In Coppa Davis ha disputato una partita, ottenendo nell'occasione una sconfitta.

## Statistiche

### Singolare

#### Finali perse (2)
| Numero | Anno           | Torneo                                 | Superficie | Avversario in finale | Punteggio     |
| 1.     | 3 aprile 1994  | ATP Osaka, Osaka                       | Cemento    | Pete Sampras         | 2-6, 2-6      |
| 2.     | 21 aprile 1997 | Japan Open Tennis Championships, Tokyo | Cemento    | Richard Krajicek     | 2-6, 6-3, 1-6 |